# Мальчик, Крот, Лис и Конь
«Мальчик, Крот, Лис и Конь» (англ. The Boy, the Mole, the Fox and the Horse) — анимационный фильм Чарли Маккизи и Питера Бэйнтона по одноимённой книге Маккизи, премьера которого состоялась в 2022 году. В 2023 году фильм получил премию «Оскар» в номинации «Лучший анимационный короткометражный фильм».

## Сюжет
Мальчик заблудился в зимней глуши, где встречает дружелюбного Крота, который предлагает ему помощь. Мальчик ищет дом, которого у него никогда раньше не было. Исследуя лес, они натыкаются на реку и решают идти вдоль неё, пока не найдут деревню. Затем на них нападает голодный Лис, но они успевают спрятаться на дереве, пока рыжий хищник не уходит. Однако, услышав его жалобный вой, они ищут того и находят привязанным к ловушке. Лис угрожает Кроту, но, несмотря на свой страх, Крот с состраданием спасает Лиса, который с позором вынужден бежать. На следующее утро они вдвоём возвращаются к реке, Крот случайно падает в неё и его уносит течением. Лис гонится за Кротом, и хотя Мальчик опасается за их жизни, Лис вместо этого спасает Крота. Мальчик и Крот продолжают путешествие, а Лис следует за ними на расстоянии.
В конце концов они встречают Коня, который резко отличается от остальных представителей своего вида.

## Роли озвучивали
- Джуд Кауард Николл — Мальчик
- Том Холландер — Крот
- Идрис Эльба — Лис
- Гэбриэл Бирн — Конь

## Восприятие
На сайте-агрегаторе рецензий Rotten Tomatoes 78 % из девяти рецензий критиков положительны со средней оценкой 8,2 из 10.
Анита Сингх из The Daily Telegraph оценила фильм на 3 балла из 5, сравнив его просмотр с погружением в сахарный сироп. Она отметила, однако, и положительную сторону: «Самое замечательное в этом мультфильме — его визуальный ряд. Анимация (которая многим обязана Винни-Пуху и Маленькому принцу) великолепна, она оживляет рисунки Маккизи, выполненные тушью и акварелью. Просмотр позволяет на полчаса отключиться от внешнего мира». В то же время кинокритик издания «После титров» Валерия Стойкова оценила мультфильм негативно: «Современные книги и фильмы по саморазвитию прошли очень длинный путь, меняя своё отношение к формированию личности человека. Но есть дороги, которыми лучше не ходить. И это произведение — одна из них».